# Kōban

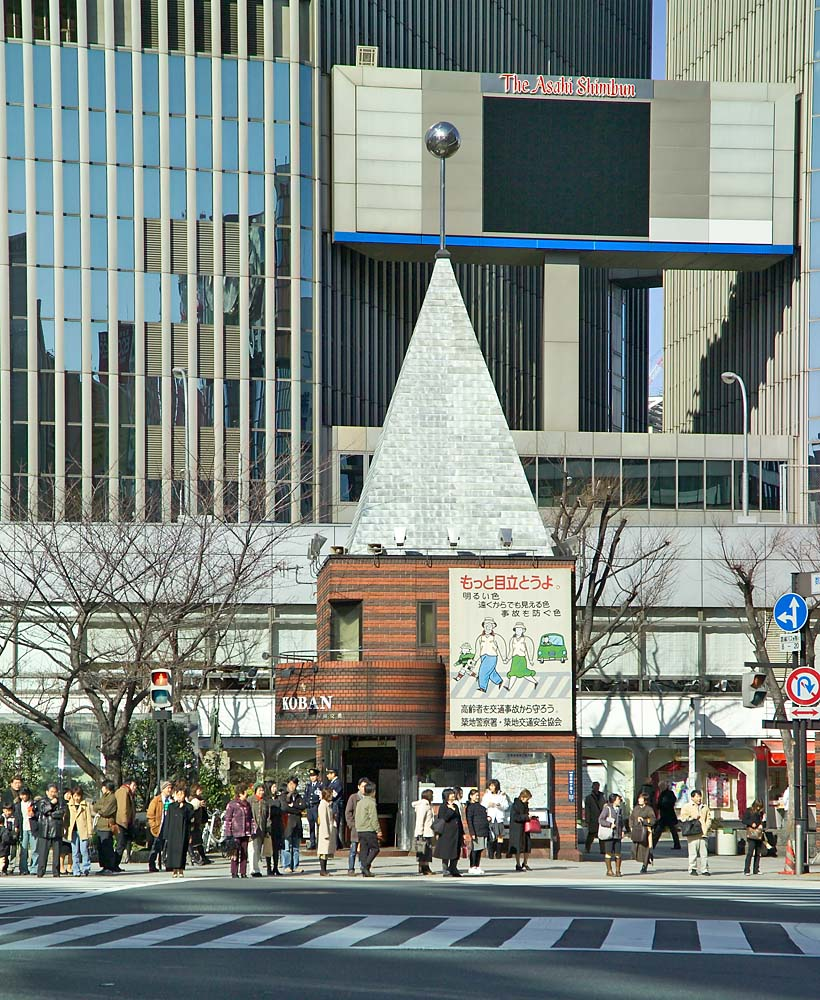
Kōban w Tokio

Kōban (jap. 交番) – podstawowy posterunek i jednocześnie najmniejsza jednostka organizacyjna japońskiej policji. Mieści się w niewielkim pawilonie lub pomieszczeniu usytuowanym z reguły w pobliżu stacji kolejowej lub metra, ale także wewnątrz regionów mieszkalnych. Działa w ścisłej więzi i w oparciu o współpracę z lokalnymi mieszkańcami.